# Теорема Фогта

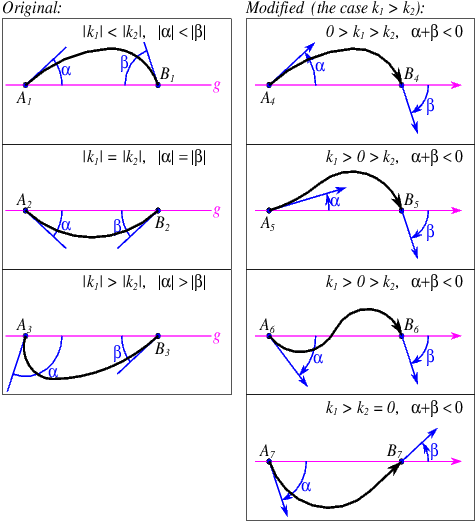
Рис. 1. Теорема Фогта (слева — в оригинальной формулировке)

Теорема Фогта устанавливает соотношения между граничными углами плоской кривой с монотонно изменяющейся кривизной
(спиральной дуги)
в зависимости от возрастания / убывания кривизны.
Названа в честь немецкого математик Вольфганга Фогта (Wolfgang Wilhelm Vogt, 1883—1916).

## Формулировка В. Фогта
В оригинальной статье (Satz 12)
теорема сформулирована так:

 Пусть {\displaystyle A} и {\displaystyle B} –
две последовательные точки пересечения кривой с монотонной кривизной и прямой {\displaystyle g},
{\displaystyle \alpha } и {\displaystyle \beta } — углы между хордой {\displaystyle AB} и касательными лучами в точках {\displaystyle A} и {\displaystyle B}, лежащими с той же стороны от {\displaystyle g}, что и дуга {\displaystyle {\overset {\frown }{AB}}}.
Тогда угол {\displaystyle \alpha } больше, меньше, или равен {\displaystyle \beta },
соответственно тому, возрастает ли кривизна от {\displaystyle A} до {\displaystyle B},
убывает ли, или остаётся постоянной.

В статье (как и в монографии, Theorem 3-17) рассматриваются только выпуклые кривые
с непрерывной кривизной {\displaystyle k(s)}.
Требование выпуклости означает знакопостоянство кривизны (отсутствие у кривой точки перегиба). По сути, в этой формулировке речь идёт об абсолютных величинах кривизны {\displaystyle |k(s)|} и углов {\displaystyle |\alpha |,\,|\beta |}.

Другие доказательства этой теоремы в тех же предположениях даны в статьях,
,
.
Теорему иллюстрирует левая колонка рисунка 1.

## Модифицированная формулировка теоремы
Модифицированная версия теоремы Фогта (см., теорема 1)
- рассматривает углы {\displaystyle \alpha } и {\displaystyle \beta } как ориентированные, измеренные относительно направления хорды {\displaystyle {\overrightarrow {AB}}};
- формулируется с учётом естественного знака кривизны (в смысле {\displaystyle k(s)={\frac {\mathrm {d} \tau }{\mathrm {d} s}},} где {\displaystyle \tau (s)} — угол наклона касательной к кривой);
- не требует непрерывности и знакопостоянства кривизны;
- распространяется не только на выпуклые спиральные дуги, но и на все короткие спирали — те, которые не закручиваются вокруг концевых точек, то есть не пересекают дополнение хорды до бесконечной прямой (хотя могут пересекать саму хорду, как кривая {\displaystyle A_{6}B_{6}} на рис. 1).

Формулировка:

Пусть {\displaystyle k_{1}} — кривизна короткой спирали {\displaystyle {\overset {\frown }{AB}}} в начальной точке {\displaystyle A}, {\displaystyle k_{2}} — её кривизна в конечной точке {\displaystyle B}. Тогда
{\displaystyle \operatorname {sgn}(k_{2}-k_{1})=\operatorname {sgn}(\alpha +\beta ),\qquad \qquad (1)}
или, подробнее, для случаев возрастающей и убывающей кривизны,
{\displaystyle {\begin{array}{llcc}{\text{если}}\quad k_{1}<k_{2}{:}\quad &\alpha {+}\beta >0,\quad &-\pi <\alpha \leq \pi ,\;&-\pi <\beta \leq \pi ;\\{\text{если}}\quad k_{1}>k_{2}{:}\quad &\alpha {+}\beta <0,\quad &-\pi \leq \alpha <\pi ,\;&-\pi \leq \beta <\pi .\end{array}}\qquad \qquad (2)}

Правая колонка рисунка 1 иллюстрирует модифицированную версию теоремы Фогта (для случая убывающей кривизны). К примеру, кривые {\displaystyle A_{1}B_{1}} и {\displaystyle A_{4}B_{4}} на рис. 1 одинаковы
и имеют отрицательную убывающую кривизну: {\displaystyle 0>k_{1}>k_{2}}.
Неравенства Фогта,
{\displaystyle k_{1}<k_{2}\;\Rightarrow \;\alpha >\beta ,}
подразумевают
{\displaystyle |k_{1}|<|k_{2}|\;\Rightarrow \;|\alpha |>|\beta |,}
что, с учётом знаков кривизн и ориентированных углов, означает
{\displaystyle {-k_{1}}<{-k_{2}}\;\Rightarrow \;\alpha >{-\beta },}
или
{\displaystyle k_{1}>k_{2}\;\Rightarrow \;\alpha +\beta <0,}
в соответствии с (1).
Отразив кривые 4-7 симметрично относительно хорды (что влечёт смену знаков у {\displaystyle k_{1},k_{2},\alpha ,\beta }),
получим примеры с возрастающей кривизной.

## Геометрический смысл суммыα+β{\displaystyle \alpha +\beta }

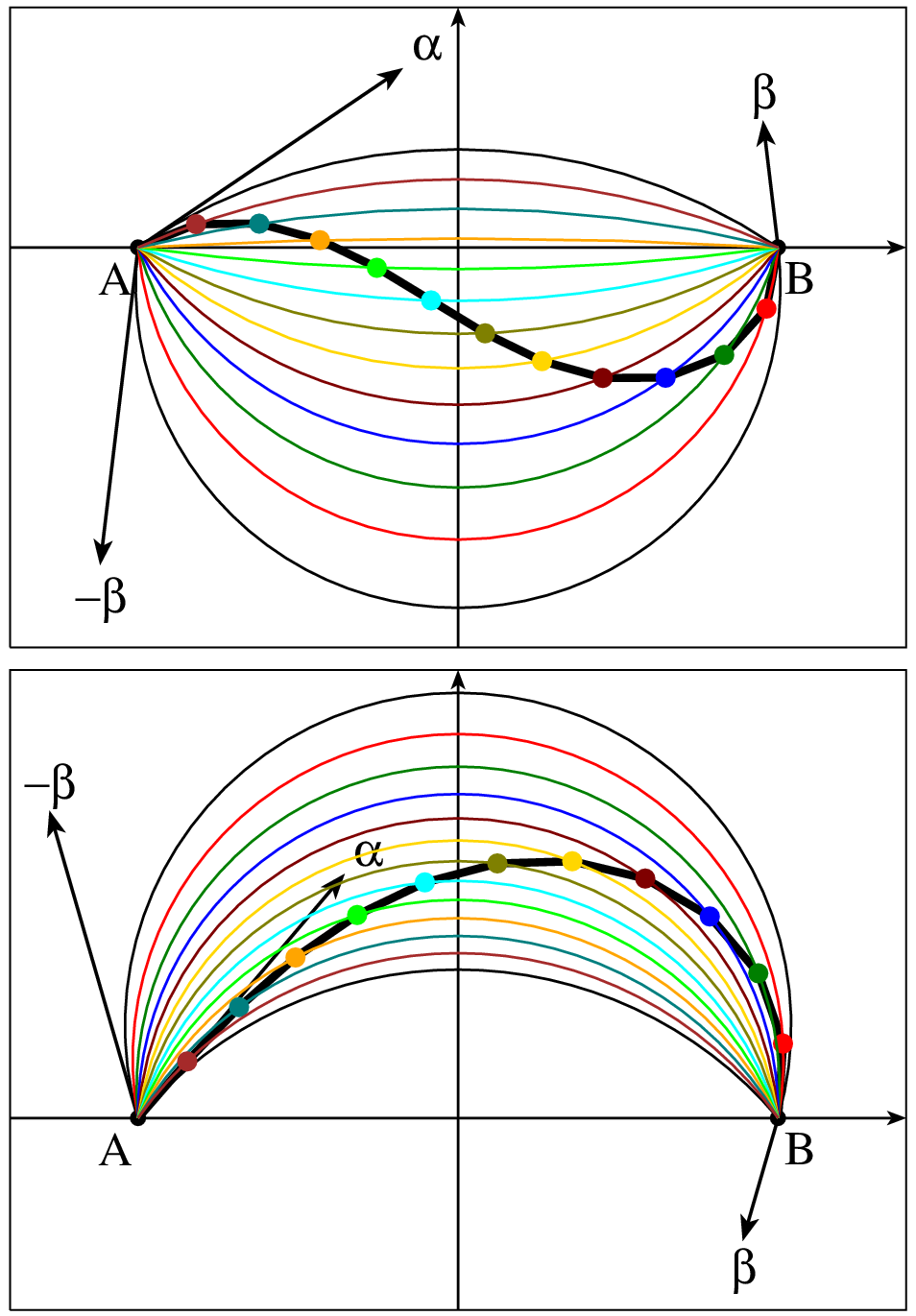
Рис. 2. Линза спиральной дуги AB

Пусть по короткой спирали {\displaystyle {\overset {\frown }{AB}}} движется точка от {\displaystyle A} к {\displaystyle B.}
Для каждого положения {\displaystyle P(s)} подвижной точки построим круговую дугу {\displaystyle {\overset {\frown }{APB}}} (рис. 2).
Угол наклона касательной к этой дуге в точке {\displaystyle A} обозначим {\displaystyle \varphi (s)}.
- Функция {\displaystyle \varphi (s)} строго монотонна; {\displaystyle \lim \limits _{P\to A}\varphi (s)=\alpha ,} {\displaystyle \lim \limits _{P\to B}\varphi (s)=-\beta .}
- Дуги {\displaystyle {\overset {\frown }{APB}}} заметают линзу — область, ограниченную двумя круговыми дугами, опирающимися на хорду {\displaystyle AB}, одна из которых имеет со спиралью общую касательную в точке {\displaystyle A}, вторая — в точке {\displaystyle B.}
- Любая короткая спираль с граничными углами {\displaystyle \alpha } и {\displaystyle \beta } заключена внутри линзы (теорема 2 в[7]).
- Сумма {\displaystyle \sigma =\alpha +\beta } равна по модулю угловой ширине линзы, а её знак соответствует возрастанию{\displaystyle {}^{(+)}}/ убыванию{\displaystyle {}^{(-)}} кривизны.

## Обобщение теоремы

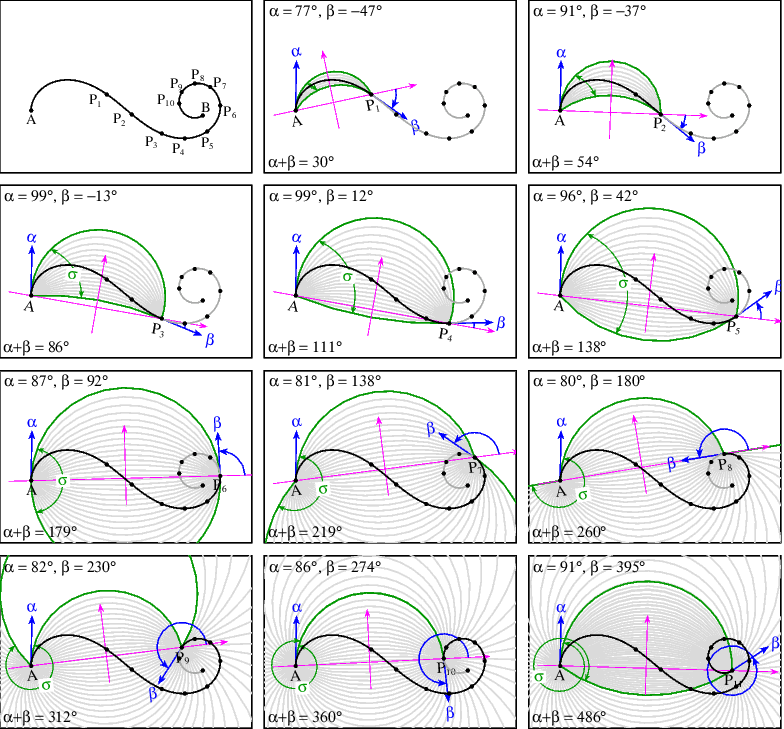
Рис. 3.

Дальнейшее обобщение теоремы Фогта касается сколь угодно закрученных спиралей,
для чего углы {\displaystyle \alpha ,\,\beta } переопределяются в кумулятивном смысле, как «углы, помнящие свою историю».
Рассмотрим на спирали {\displaystyle {\overset {\frown }{AB}}} длины {\displaystyle S} точку {\displaystyle P(s)}, движущуюся от {\displaystyle A=P(0)} к {\displaystyle B=P(S)}.
Для достаточно малой (короткой) дуги {\displaystyle {\overset {\frown }{AP}}(s)} значения граничных углов
{\displaystyle \alpha (s)} и {\displaystyle \beta (s)}, измеренных относительно направления подвижной хорды {\displaystyle {\overrightarrow {AP}}(s),} близки к нулю, и при удалении точки {\displaystyle P} от {\displaystyle A} они могут достичь значений {\displaystyle \pm \pi .}
Договоримся о сохранении непрерывности функций {\displaystyle \alpha (s)} и {\displaystyle \beta (s)} при достижении значений, кратных {\displaystyle \pi .} Обозначим
{\displaystyle {\widetilde {\alpha }}=\alpha (S),\quad {\widetilde {\beta }}=\beta (S).}
Так, на рис. 3 угол {\displaystyle \beta (s)} достигает значения {\displaystyle +\pi }, когда точка {\displaystyle P(s)} достигает положения {\displaystyle P_{8}}, после чего {\displaystyle \beta (s)>\pi }.
В статье
(теорема 1) показано, что сумма {\displaystyle \sigma (s)=\alpha (s)+\beta (s)}
есть монотонная функция длины дуги, возрастающая или убывающая как и кривизна {\displaystyle k(s)}. Функция {\displaystyle \sigma (s)} строго монотонна, за исключением начального участка постоянной кривизны (если таковой имеется), в пределах которого {\displaystyle \sigma (s)\equiv 0.} Тем самым формулировка (1) распространяется и на длинные спирали в виде
{\displaystyle \operatorname {sgn}(k_{2}-k_{1})=\operatorname {sgn}({\widetilde {\alpha }}+{\widetilde {\beta }}).}
Связанные утверждения:
При дробно-линейном отображении спирали значение {\displaystyle \sigma } сохраняется.
Вариация поворота спирали

ограничена неравенствами
{\displaystyle |\sigma |<\mathrm {Var} \,\tau (s)<|\sigma |+2\pi }
и остаётся в этих пределах при инверсии спирали.

## Обратная теорема
В качестве утверждения, обратного теореме Фогта,
А. Островский формулирует условия, допускающие существование (выпуклой) спиральной дуги с заданными граничными углами.
В «ориентированном» варианте они принимают вид неравенств (2).
В (theorem 3-18) сформулированы усиленные условия для случая, когда дополнительно к углам заданы значения граничных радиусов кривизны.
В (теорема 3) эти условия распространены на короткие (и не только выпуклые) спирали:
Для существования короткой спирали
{\displaystyle {\overset {\frown }{AB}},} отличной от бидуги, с граничными углами
{\displaystyle \alpha ,\;\beta } и кривизнами {\displaystyle k_{1},\;k_{2}} необходимо и достаточно выполнения условий (2) и неравенства {\displaystyle Q<0}, где
{\displaystyle Q=(k_{1}c+\sin \alpha )(k_{2}c-\sin \beta )+\sin ^{2}{\frac {\alpha {+}\beta }{2}},\quad c={\frac {1}{2}}|AB|\,.\qquad \qquad (3)}
Если спираль является бидугой, то {\displaystyle Q=0\,.}
Пусть {\displaystyle {\mathcal {K}}_{A}} и {\displaystyle {\mathcal {K}}_{B}} — граничные круги кривизны спиральной дуги {\displaystyle AB},
{\displaystyle \psi } — их угол пересечения.
Тогда {\displaystyle Q=\sin ^{2}{\frac {\psi }{2}},} а неравенство {\displaystyle Q<0} означает, что угол {\displaystyle \psi } чисто мнимый. Это, в свою очередь, можно интерпретировать следующим образом:
круги {\displaystyle {\mathcal {K}}_{A}} и {\displaystyle {\mathcal {K}}_{B}} не имеют общих точек и расположены так, что при сближении их пересечению будет предшествовать касание — совпадение ориентированных касательных в общей точке.
Неравенство {\displaystyle Q<0} выполнено для любой пары
зелёных окружностей на Рис. 4.
Произвольно выбрав начальную точку {\displaystyle A} на одной из них
и конечную точку {\displaystyle B} на другой,
можно построить спиральную дугу,
для которой окружности {\displaystyle {\mathcal {K}}_{A}} и {\displaystyle {\mathcal {K}}_{B}}
будут граничными кругами кривизны.
Пример такого построения показан на фрагменте {\displaystyle Q=-0.88} рисунка 4 точечной линией
({\displaystyle |AB|=2c=2,} {\displaystyle \alpha \approx -78.34^{\circ },} {\displaystyle k_{1}\approx 1.73,} {\displaystyle \beta \approx -38.34^{\circ },} {\displaystyle k_{2}\approx -2.76}).
Любые две синие окружности касаются,
и для них {\displaystyle Q=0\;(\psi =0).}
Для выбранных на фрагменте {\displaystyle Q=0} точек {\displaystyle A} и {\displaystyle B}
единственная возможная спиральная дуга представляет собой бидугу {\displaystyle AB} (изображена точками)
и совпадает с окружностями {\displaystyle {\mathcal {K}}_{A}} и {\displaystyle {\mathcal {K}}_{B}}.
Для любой пары
пересекающихся (коричневых) окружностей построение спирали с такими кругами кривизны невозможно.
Невозможно оно и для пар красных окружностей: у них
либо {\displaystyle Q=1} ({\displaystyle \psi =\pm \pi }, «противокасание»), либо {\displaystyle Q>1.}
Значение {\displaystyle Q} (3) не зависит от выбора точек
{\displaystyle A} и {\displaystyle B} на окружностях и может быть выражено, например, через их кривизны и межцентровое расстояние {\displaystyle L}:
{\displaystyle k_{1}k_{2}\neq 0\quad \Longrightarrow \quad Q={\frac {(k_{1}k_{2}L)^{2}-(k_{2}{-}k_{1})^{2}}{4k_{1}k_{2}}}.}
Задача построения спиральной дуги с заданными граничными условиями на концах
в последние десятилетия активно обсуждается
в CAD-приложениях
(см., например, статьи
и).